# استنلی دیویدسون
سر لیبورن استنلی پاتریک دیویدسون (۱۸۹۴–۱۹۸۱) پزشک و نویسندهٔ بریتانیایی است. شهرت او برای نگارش کتاب درسی اصول و نکات عملی طب داخلی است که برای اولین بار در سال ۱۹۵۲ منتشر شد.